# Miroslav Peris
Miroslav Peris (* 1961 in Sošice, ehemals Jugoslawien, heute Kroatien; † 14. September 1993 in Vrginmost, Kroatien) war ein Jagdflieger der Kroatischen Luftwaffe in der Zeit des Kroatien-Kriegs.

## Leben
Miroslav Peris wurde in Sošice im kroatischen Žumberak geboren. Er stammte aus einer griechisch-katholischen Uskokenfamilie. Während des Kroatien-Kriegs war er als Jagdflieger aktiv. Seine militärischen Aufgaben bestanden unter anderem darin, feindlichen Beschuss auf die kroatischen Ortschaften/Städte von Samobor, Kutina, Jastrebarsko und Karlovac zu unterbinden. Am 14. September 1993 meldete er sich freiwillig für einen Einsatz gegen serbische Artilleriestellungen in der Region Banovina. Während des Rückfluges wurde seine MiG-21 über dem Dorf Stipani abgeschossen, wobei er ums Leben kam. Damit ist er einer von vier Piloten der kroatischen Streitkräfte, die im Kampfeinsatz fielen.
Für seinen Einsatz wurde ihm posthum der Fürst-Domagoj-Orden mit Halsband verliehen. Das kroatische Verteidigungsministerium würdigte den 25. Jahrestag seines Todes mit einer Gedenkausstellung, die neben persönlichen Gegenständen auch Teile des Flugzeugwracks präsentierte.